# Tiquilia cuspidata
Tiquilia cuspidata är en strävbladig växtart som först beskrevs av Ivan Murray Johnston, och fick sitt nu gällande namn av A. Richardson. Tiquilia cuspidata ingår i släktet Tiquilia och familjen strävbladiga växter. Inga underarter finns listade i Catalogue of Life.